# Championnat de Russie de football de deuxième division 2022-2023
Navigation
Édition précédente Édition suivante
La saison 2022-2023 de Pervaïa Liga est la trentième-et-unième édition de la deuxième division russe. C'est la douzième édition à suivre un calendrier « automne-printemps » à cheval sur deux années civiles. Elle prend place entre le 17 juillet 2022 et le 3 juin 2023, et comprend une trêve hivernale d'environ trois mois entre le 28 novembre 2022 et le 4 mars 2023. Cette édition voit la compétition reprendre son nom historique, Pervaïa Liga en vigueur entre 1992 et 1997, qui remplace ainsi l'appellation FNL utilisée depuis 2011.
Pour cette édition, dix-huit clubs du pays sont regroupés au sein d'une poule unique où ils s'affrontent à deux reprises, à domicile et à l'extérieur, pour un total de 306 matchs, soit trente-quatre chacun.
En fin de saison, les quatre derniers au classement sont relégués en troisième division tandis que les deux premiers sont directement promus en première division. Le troisième et le quatrième sont quant à eux qualifiés pour le barrage de promotion où ils sont opposés au treizième et quatorzième de la première division afin de déterminer les deux derniers participants de ces deux compétitions pour la saison 2023-2024.
La saison s'achève sur la victoire du relégué Rubin Kazan qui fait son retour dans l'élite après un an d'absence avec un total de 69 points. Il est accompagné par le Baltika Kaliningrad qui termine deuxième avec deux unités de moins et retrouve la première division pour la première fois depuis 1998. Le troisième l'Alania Vladikavkaz se voit quant à lui refuser l'accès aux barrages car n'ayant pas obtenu la licence pour la première division. Les barragistes sont donc le Ienisseï Krasnoïarsk, quatrième avec 54 points et le promu Rodina Moscou, cinquième avec 50 unités. Les deux s'inclinent par la suite à l'issue des barrages et restent en deuxième division.
Au niveau des descentes, FK Krasnodar-2, le relégué Oufa, le Veles Moscou et le promu Volga Oulianovsk occupent les quatre places de relégables au terme de l'exercice avec 30 à 33 points pour chaque.
Les meilleurs buteurs de la compétition sont le Bosniaque Gedeon Guzina du Baltika Kaliningrad et Ivan Timochenko du Rodina Moscou avec 14 buts marqués chacun. Ils sont suivis de Nikolaï Giorgobiani de l'Alania Vladikavkaz qui en a inscrit 12.

## Clubs participants
Le 10 juin 2022, la Ligue nationale de football (ru) annonce la réduction du nombre de participants pour cette édition, qui passe ainsi de 20 à 18 participants. Cette décision est notamment motivée par les retraits successifs du Spartak-2 Moscou, Tom Tomsk et de l'Olimp-Dolgoproudny au terme de l'exercice précédent. Le Kamaz Naberejnye Tchelny est quant à lui repêché en qualité de dix-septième et premier relégable.
Parmi les équipes participantes, treize d'entre elles étaient déjà présentes lors de la saison 2021-2022. À celles-ci s'ajoutent trois relégués de première division, l'Arsenal Toula, le FK Oufa et le Rubin Kazan, ainsi que quatre promus de troisième division, le Chinnik Iaroslavl, le Dinamo Makhatchkala, le Rodina Moscou et le Volga Oulianovsk, qui remplacent les promus et relégués de l'édition précédente.
Légende des couleurs
- Relégué de première division
- Promu de troisième division

| Club                     | Présent depuis | Classement 2021-2022 | Entraîneur           | Stade                             | Capacité théorique |
| ------------------------ | -------------- | -------------------- | -------------------- | --------------------------------- | ------------------ |
| FK Oufa                  | 2022           | 14 (D1)              | Arslan Khalimbekov   | Stade Neftianik (en)              | 15 234             |
| Rubin Kazan              | 2022           | 15 (D1)              | Rashid Rahimov       | Kazan Arena                       | 45 379             |
| Arsenal Toula            | 2022           | 16 (D1)              | Aleksandr Storojouk  | Stade Arsenal (en)                | 20 048             |
| SKA-Khabarovsk           | 2018           | 4                    | Roman Charonov       | Stade Lénine                      | 15 200             |
| Ienisseï Krasnoïarsk     | 2019           | 5                    | Vadim Garanine       | Stade central                     | 15 000             |
| Alania Vladikavkaz       | 2020           | 6                    | Oleg Vassilenko      | Stade Sultan-Bilimkhanov (Grozny) | 10 200             |
| Neftekhimik Nijnekamsk   | 2019           | 8                    | Kirill Novikov       | Stade Neftekhimik                 | 3 200              |
| Akron Togliatti          | 2020           | 9                    | Ievgueni Kalechine   | Stade Kristall (Jigouliovsk)      | 3 000              |
| Baltika Kaliningrad      | 2006           | 10                   | Sergueï Ignachevitch | Baltika Arena                     | 32 000             |
| FK Krasnodar-2           | 2018           | 11                   | Aleksandr Storojouk  | Stade de l'académie de Krasnodar  | 7 458              |
| Kouban Krasnodar         | 2021           | 12                   | Aleksandr Grigoryan  | Stade Kouban                      | 31 654             |
| Veles Moscou             | 2020           | 13                   | Artiom Koulikov      | Stade Avangard (Domodedovo)       | 5 503              |
| Volgar Astrakhan         | 2020           | 16                   | Andranik Babayan     | Stade central                     | 18 000             |
| Kamaz Naberejnye Tchelny | 2021           | 17                   | Ildar Akhmetzianov   | Stade Kamaz (en)                  | 6 248              |
| Dinamo Makhatchkala      | 2022           | 1 (D3, groupe 1)     | Goran Aleksić        | Anji Arena (en)                   | 24 173             |
| Chinnik Iaroslavl        | 2022           | 1 (D3, groupe 2)     | Dmitri Voïetski      | Stade Chinnik (en)                | 22 000             |
| Rodina Moscou            | 2022           | 1 (D3, groupe 3)     | Dmytro Parfenov      | VTB Arena Stade Fiodor Tcherenkov | 25 716 3 077       |
| Volga Oulianovsk         | 2022           | 1 (D3, groupe 4)     | Rinat Aïtov          | Stade Troud                       | 8 000              |

### Changements d'entraîneur
| Club                 | Entraîneur partant     | Date de départ   | Position   | Entraîneur arrivant   | Date d'arrivée   |
| -------------------- | ---------------------- | ---------------- | ---------- | --------------------- | ---------------- |
| Alania Vladikavkaz   | Spartak Gogniev        | 29 mai 2022      | Pré-saison | Zaur Tedeïev          | 10 juin 2022     |
| FK Oufa              | Alekseï Stoukalov (en) | 30 mai 2022      | Pré-saison | Sergueï Tomarov       | 15 juin 2022     |
| SKA-Khabarovsk       | Alekseï Poddoubski     | 31 mai 2022      | Pré-saison | Roman Charonov        | 6 juin 2022      |
| Arsenal Toula        | Miodrag Božović        | 6 juin 2022      | Pré-saison | Oleg Kononov          | 10 juin 2022     |
| Veles Moscou         | Sergueï Petrenko       | 8 juin 2022      | Pré-saison | Mikhaïl Salnikov      | 8 juin 2022      |
| Rodina Moscou        | Denis Boïarintsev      | 11 juin 2022     | Pré-saison | Dmytro Parfenov       | 11 juin 2022     |
| Ienisseï Krasnoïarsk | Vadim Garanine (ru)    | 20 juin 2022     | Pré-saison | Artiom Gorlov         | 20 juin 2022     |
| FK Oufa              | Sergueï Tomarov        | 17 août 2022     | 11e        | Denis Popov           | 18 août 2022     |
| Veles Moscou         | Mikhaïl Salnikov       | 23 août 2022     | 17e        | Artiom Koulikov       | 25 août 2022     |
| Akron Togliatti      | Vitali Panov           | 4 septembre 2022 | 17e        | Ievgueni Kalechine    | 5 septembre 2022 |
| FK Oufa              | Denis Popov            | 26 octobre 2022  | 13e        | Arslan Khalimbekov    | 27 octobre 2022  |
| Rubin Kazan          | Leonid Sloutski        | 15 novembre 2022 | 5e         | Iouri Outkoulbaïev    | 15 novembre 2023 |
| Kouban Krasnodar     | Robert Ievdokimov      | 17 novembre 2022 | 13e        | Andreï Sosnitski (en) | 9 janvier 2023   |
| Arsenal Toula        | Oleg Kononov           | 11 janvier 2023  | 6e         | Aleksandr Storojouk   | 14 janvier 2023  |
| Ienisseï Krasnoïarsk | Artiom Gorlov          | 31 décembre 2022 | 4e         | Vadim Garanine        | 13 janvier 2023  |
| Alania Vladikavkaz   | Zaur Tedeïev           | 17 mars 2023     | 4e         | Oleg Vassilenko       | 22 mars 2023     |
| Rubin Kazan          | Iouri Outkoulbaïev     | 12 avril 2023    | 2e         | Rashid Rahimov        | 12 avril 2023    |
| Chinnik Iaroslavl    | Vadim Ievseïev         | 30 avril 2023    | 10e        | Dmitri Voïetski       | 30 avril 2023    |
| Kouban Krasnodar     | Andreï Sosnitski (en)  | 16 mai 2023      | 15e        | Aleksandr Grigoryan   | 17 mai 2023      |

## Compétition

### Règlement
La Pervaïa Liga se compose de dix-huit équipes professionnelles qui s'affrontent chacune deux fois, à domicile et à l'extérieur, pour un total de trente-quatre matchs disputés pour chaque équipe. À l'issue de la saison, les deux premiers au classement sont automatiquement promus en première division russe tandis que le troisième et le quatrième sont qualifiés pour les barrages de promotion, où ils affrontent le treizième et le quatorzième de la division supérieure pour une place dans celle-ci. Les quatre derniers au classement sont quant à eux directement relégués en troisième division. Les équipes réserves peuvent être reléguées, mais en aucun cas être promues. Si une de ces équipes termine la saison dans les places de promotion, l'équipe non-réserviste suivante au classement se voit attribuer la qualification à la promotion ou aux barrages. Les autres équipes sont quant à elles maintenues et qualifiées pour prendre part à l'édition 2023-2024 de la compétition, sauf décision administrative contraire.
Si une équipe prenant part au championnat se retire avant la fin de la première moitié de la compétition, l'intégralité de ses résultats sont annulés. Si elle se retire après, l'intégralité de ses résultats restants sont comptés comme des défaites sur tapis vert sur le score de 3-0, tandis que les équipes qui auraient dues être affrontées se voient attribuer une victoire sur le même score. Dans les deux cas, l'équipe qui se retire est automatiquement comptée comme une équipe reléguée et ne peut prendre part à l'édition suivante de la compétition, qu'elle termine parmi les équipes reléguées ou non dans le classement final. Si ce deuxième cas, pouvant concerner les retraits de plusieurs équipes, se présente, les repêchages concernent en priorité les équipes relégables dans l'ordre de leur classement final.
Les effectifs des clubs font également l'objet de restrictions relatives au nombre de joueurs étrangers, qui sont limités à un total de quatre par équipe. Un joueur est considéré comme étranger s'il ne possède pas la nationalité russe ou d'un autre pays membre de l'Union économique eurasiatique, c'est-à-dire l'Arménie, la Biélorussie, le Kazakhstan et le Kirghizistan.

### Critères de départage
Les équipes sont classées selon leur nombre de points. Ceux-ci se répartissent selon un barème de trois points pour une victoire, un seul pour un match nul et aucun pour une défaite. Si deux équipes sont à égalité de points, les critères de départage suivants sont utilisés :
1. Résultats lors des confrontations directes (dans l'ordre : nombre de points, matchs gagnés, différence de buts, buts marqués, buts marqués à l'extérieur) ;
2. Nombre de matchs gagnés ;
3. Différence de buts générale ;
4. Nombre de buts marqués ;
5. Nombre de buts marqués à l'extérieur ;

Si l'égalité concerne plus de deux équipes, le nombre de matchs gagnés devient le premier critère de départage devant les résultats en confrontations directes.
En cas d'égalité absolue entre plusieurs équipes, même après application de ces critères de départage, deux situations se présentent :
1. Si l'égalité concerne les deux premiers au classement, un match d'appui sur terrain neutre est disputé ;
2. Dans les autres cas, les équipes concernées sont départagées par un tirage au sort.

### Classement et résultats

#### Classement
| Rang | Équipe                   | Pts | J  | G  | N  | P  | Bp | Bc | Diff |
| ---- | ------------------------ | --- | -- | -- | -- | -- | -- | -- | ---- |
| 1    | Rubin Kazan R            | 69  | 34 | 19 | 12 | 3  | 53 | 27 | +26  |
| 2    | Baltika Kaliningrad      | 67  | 34 | 18 | 13 | 3  | 56 | 30 | +26  |
| 3    | Alania Vladikavkaz       | 62  | 34 | 17 | 11 | 6  | 56 | 35 | +21  |
| 4    | Ienisseï Krasnoïarsk     | 54  | 34 | 13 | 15 | 6  | 43 | 35 | +8   |
| 5    | Rodina Moscou P          | 50  | 34 | 13 | 11 | 10 | 42 | 38 | +4   |
| 6    | Neftekhimik Nijnekamsk   | 47  | 34 | 12 | 11 | 11 | 34 | 33 | +1   |
| 7    | Chinnik Iaroslavl P      | 46  | 34 | 13 | 7  | 14 | 36 | 41 | -5   |
| 8    | Dinamo Makhatchkala P    | 46  | 34 | 12 | 10 | 12 | 25 | 29 | -4   |
| 9    | Akron Togliatti          | 46  | 34 | 10 | 16 | 8  | 38 | 36 | +2   |
| 10   | SKA-Khabarovsk           | 44  | 34 | 11 | 11 | 12 | 50 | 39 | +11  |
| 11   | Kamaz Naberejnye Tchelny | 44  | 34 | 11 | 11 | 12 | 35 | 36 | -1   |
| 12   | Volgar Astrakhan         | 44  | 34 | 11 | 11 | 12 | 37 | 41 | -4   |
| 13   | Arsenal Toula R          | 41  | 34 | 11 | 8  | 15 | 37 | 46 | -9   |
| 14   | Kouban Krasnodar         | 37  | 34 | 9  | 10 | 15 | 36 | 41 | -5   |
| 15   | Veles Moscou             | 33  | 34 | 9  | 6  | 19 | 35 | 55 | -20  |
| 16   | FK Oufa R                | 32  | 34 | 8  | 8  | 18 | 35 | 46 | -11  |
| 17   | FK Krasnodar-2           | 31  | 34 | 8  | 7  | 19 | 32 | 54 | -22  |
| 18   | Volga Oulianovsk P       | 30  | 34 | 6  | 12 | 16 | 23 | 41 | -18  |

Promotion en première division
- 1er et 2e : promotion
- 3e et 4e : barrages de promotion

Relégation en troisième division
- 15e à 18e : relégation

Abréviations
- R : Relégué de première division
- P : Promu de troisième division

1. ↑  L'Alania Vladikavkaz se voit refuser la licence pour la première division le 29 mai 2023, peu avant la fin de la saison[34]. La place de barragiste est donc réattribuée au cinquième du championnat.
2. ↑  Du fait de son statut de club-école pour une équipe de la division supérieure, le FK Krasnodar-2 est inéligible à la promotion.

#### Résultats
| Résultats (▼dom., ►ext.)                                   | AKR | ALA | ARS | BAL | CHI | DIN | IEN | KAM | KOU | KRA | NEF | OUF | ROD | RUB | SKA | VEL | VOU | VAS |
| Akron Togliatti                                            |     | 0-0 | 0-0 | 1-3 | 2-3 | 2-0 | 1-1 | 2-0 | 0-0 | 0-0 | 0-3 | 1-1 | 2-2 | 0-0 | 1-1 | 3-0 | 1-0 | 4-0 |
| Alania Vladikavkaz                                         | 3-3 |     | 2-1 | 3-1 | 3-1 | 0-0 | 1-1 | 4-2 | 1-1 | 5-2 | 1-0 | 2-1 | 1-3 | 0-0 | 4-1 | 1-0 | 1-2 | 2-2 |
| Arsenal Toula                                              | 1-1 | 0-2 |     | 0-5 | 0-1 | 1-1 | 2-2 | 0-1 | 1-2 | 3-1 | 2-1 | 2-1 | 2-3 | 0-1 | 3-2 | 1-1 | 2-0 | 3-2 |
| Baltika Kaliningrad                                        | 1-1 | 2-1 | 1-0 |     | 1-0 | 1-1 | 3-2 | 1-0 | 2-0 | 2-1 | 2-2 | 3-2 | 0-0 | 0-1 | 2-0 | 2-1 | 2-2 | 3-1 |
| Chinnik Iaroslavl                                          | 1-0 | 0-1 | 2-1 | 1-1 |     | 0-0 | 2-2 | 1-0 | 1-0 | 0-2 | 3-0 | 3-0 | 1-1 | 1-0 | 1-0 | 2-0 | 2-2 | 2-1 |
| Dinamo Makhatchkala                                        | 1-1 | 1-2 | 0-0 | 0-0 | 2-1 |     | 3-0 | 1-0 | 2-1 | 1-0 | 2-0 | 0-1 | 0-0 | 0-1 | 0-0 | 1-0 | 0-2 | 1-2 |
| Ienisseï Krasnoïarsk                                       | 0-0 | 2-0 | 1-0 | 1-1 | 2-1 | 2-0 |     | 2-1 | 2-1 | 0-0 | 2-2 | 3-1 | 0-1 | 3-2 | 1-1 | 2-1 | 0-0 | 2-1 |
| Kamaz Naberejnye Tchelny                                   | 4-0 | 1-0 | 0-1 | 0-0 | 1-0 | 1-2 | 1-0 |     | 2-1 | 1-1 | 0-2 | 2-2 | 2-0 | 0-0 | 3-2 | 0-2 | 0-0 | 2-2 |
| Kouban Krasnodar                                           | 1-1 | 1-2 | 2-1 | 0-0 | 2-0 | 0-1 | 0-2 | 0-1 |     | 4-0 | 0-1 | 2-0 | 0-1 | 1-2 | 2-2 | 3-2 | 1-0 | 0-0 |
| FK Krasnodar-2                                             | 0-1 | 0-3 | 0-3 | 0-3 | 4-0 | 0-1 | 1-2 | 2-2 | 1-1 |     | 0-0 | 1-0 | 1-0 | 0-1 | 1-4 | 5-2 | 0-0 | 0-2 |
| Neftekhimik Nijnekamsk                                     | 0-1 | 0-0 | 1-0 | 0-0 | 1-0 | 2-1 | 1-1 | 0-1 | 0-0 | 3-0 |     | 2-0 | 1-5 | 2-2 | 0-1 | 2-0 | 1-2 | 1-1 |
| FK Oufa                                                    | 0-0 | 1-3 | 0-2 | 0-2 | 1-2 | 3-0 | 2-2 | 1-0 | 1-2 | 2-1 | 0-0 |     | 0-1 | 1-2 | 3-0 | 4-1 | 2-1 | 0-0 |
| Rodina Moscou                                              | 1-3 | 1-3 | 1-1 | 1-2 | 2-1 | 2-0 | 0-2 | 2-2 | 2-2 | 1-2 | 0-2 | 2-1 |     | 0-0 | 2-0 | 1-1 | 2-1 | 0-0 |
| Rubin Kazan                                                | 3-2 | 2-2 | 1-2 | 3-3 | 3-0 | 2-0 | 0-0 | 1-1 | 3-0 | 5-2 | 2-0 | 0-0 | 2-0 |     | 3-1 | 1-1 | 1-0 | 3-2 |
| SKA-Khabarovsk                                             | 3-0 | 0-0 | 6-0 | 2-2 | 3-1 | 0-1 | 0-0 | 3-1 | 2-0 | 0-1 | 0-0 | 1-1 | 2-1 | 1-2 |     | 6-0 | 1-1 | 2-0 |
| Veles Moscou                                               | 1-2 | 1-2 | 1-0 | 2-1 | 1-1 | 0-1 | 2-0 | 1-1 | 3-1 | 1-0 | 4-1 | 0-2 | 0-2 | 1-2 | 1-0 |     | 0-0 | 1-3 |
| Volga Oulianovsk                                           | 1-2 | 2-1 | 0-0 | 0-2 | 1-1 | 0-0 | 1-1 | 0-2 | 1-4 | 1-0 | 0-2 | 2-1 | 0-1 | 1-2 | 0-0 | 0-2 |     | 0-3 |
| Volgar Astrakhan                                           | 1-0 | 0-0 | 1-2 | 1-2 | 1-0 | 2-1 | 2-0 | 0-0 | 1-1 | 0-3 | 0-1 | 1-0 | 1-1 | 0-0 | 1-3 | 2-1 | 1-0 |     |
| - Victoire à domicile - Match nul - Victoire à l'extérieur |     |     |     |     |     |     |     |     |     |     |     |     |     |     |     |     |     |     |

### Barrages de relégation
Les deux barragistes du championnat affrontent les deux barragistes de la première division à la fin de la saison dans le cadre d'un barrage aller-retour. Ces rencontres sont disputées les 6 et 9 juin 2023. Elles opposent à cette occasion le Rodina Moscou au Pari Nijni Novgorod et le Ienisseï Krasnoïarsk au Fakel Voronej.
Au terme des barrages, les deux équipes de la première division s'imposent et se maintiennent dans l'élite pour la saison 2023-2024.
Légende des couleurs
- Maintien en première division.
- Promotion en première division.
- Maintien en deuxième division.
- Relégation en deuxième division.

| Équipe                    | Aller | Total | Retour | Équipe                   |
| ------------------------- | ----- | ----- | ------ | ------------------------ |
| Rodina Moscou (D2)        | 0 - 3 | 2 - 3 | 2 - 0  | (D1) Pari Nijni Novgorod |
| Ienisseï Krasnoïarsk (D2) | 0 - 1 | 0 - 3 | 0 - 2  | (D1) Fakel Voronej       |

| Entraîneur :    |
| Dmytro Parfenov |

| Entraîneur :   |
| Sergueï Iouran |

| Entraîneur :    |
| Dmytro Parfenov |

| Entraîneur :   |
| Sergueï Iouran |

| Entraîneur :   |
| Sergueï Iouran |

| Entraîneur :    |
| Dmytro Parfenov |

| Entraîneur :   |
| Sergueï Iouran |

| Entraîneur :    |
| Dmytro Parfenov |

| Entraîneur :    |
| Alekseï Ivakhov |

| Entraîneur :   |
| Vadim Ievseïev |

| Entraîneur :    |
| Alekseï Ivakhov |

| Entraîneur :   |
| Vadim Ievseïev |

| Entraîneur :   |
| Vadim Ievseïev |

| Entraîneur :    |
| Alekseï Ivakhov |

| Entraîneur :   |
| Vadim Ievseïev |

| Entraîneur :    |
| Alekseï Ivakhov |

## Statistiques

### Leader par journée
La frise suivante montre l'évolution des équipes ayant successivement occupé la première place :
|     | ——  | ——                       | ——                       | ——                       | ——                       | ——                       | ——                       | ——                 | ——                 | ——                 | ——                 | ——                 | ——                 | ——                 | ——                 | ——                 | ——                 | ——                  | ——                  | ——                  | ——                  | ——                  | ——                  | ——                  | ——                  | ——                  | ——                  | ——                  | ——                  | ——                  | ——  | ——  | ——  | —— |  |
| KR2 | ARS | Kamaz Naberejnye Tchelny | Kamaz Naberejnye Tchelny | Kamaz Naberejnye Tchelny | Kamaz Naberejnye Tchelny | Kamaz Naberejnye Tchelny | Kamaz Naberejnye Tchelny | Alania Vladikavkaz | Alania Vladikavkaz | Alania Vladikavkaz | Alania Vladikavkaz | Alania Vladikavkaz | Alania Vladikavkaz | Alania Vladikavkaz | Alania Vladikavkaz | Alania Vladikavkaz | Alania Vladikavkaz | Baltika Kaliningrad | Baltika Kaliningrad | Baltika Kaliningrad | Baltika Kaliningrad | Baltika Kaliningrad | Baltika Kaliningrad | Baltika Kaliningrad | Baltika Kaliningrad | Baltika Kaliningrad | Baltika Kaliningrad | Baltika Kaliningrad | Baltika Kaliningrad | Baltika Kaliningrad | RUB | RUB | RUB |    |  |
|     |     |                          |                          |                          |                          |                          |                          |                    |                    |                    |                    |                    |                    |                    |                    |                    |                    |                     |                     |                     |                     |                     |                     |                     |                     |                     |                     |                     |                     |                     |     |     |     |    |  |
|     |     |                          |                          |                          |                          |                          |                          |                    |                    |                    |                    |                    |                    |                    |                    |                    |                    |                     |                     |                     |                     |                     |                     |                     |                     |                     |                     |                     |                     |                     |     |     |     |    |  |
| 1   | 2   | 3                        | 4                        | 5                        | 6                        | 7                        | 8                        | 9                  | 10                 | 11                 | 12                 | 13                 | 14                 | 15                 | 16                 | 17                 | 18                 | 19                  | 20                  | 21                  | 22                  | 23                  | 24                  | 25                  | 26                  | 27                  | 28                  | 29                  | 30                  | 31                  | 32  | 33  | 34  |    |  |

### Domicile et extérieur
| Rang | Équipe                   | Pts | J  | G  | N | P | Bp | Bc | Diff |
| ---- | ------------------------ | --- | -- | -- | - | - | -- | -- | ---- |
| 1    | Baltika Kaliningrad      | 38  | 17 | 11 | 5 | 1 | 28 | 15 | +13  |
| 2    | Rubin Kazan              | 36  | 17 | 10 | 6 | 1 | 35 | 16 | +19  |
| 3    | Ienisseï Krasnoïarsk     | 36  | 17 | 10 | 6 | 1 | 25 | 13 | +12  |
| 4    | Alania Vladikavkaz       | 33  | 17 | 9  | 6 | 2 | 34 | 21 | +13  |
| 5    | Chinnik Iaroslavl        | 35  | 17 | 10 | 5 | 2 | 23 | 11 | +12  |
| 6    | SKA-Khabarovsk           | 30  | 17 | 8  | 6 | 3 | 32 | 11 | +21  |
| 7    | Kamaz Naberejnye Tchelny | 27  | 17 | 7  | 6 | 4 | 20 | 15 | +5   |
| 8    | Dinamo Makhatchkala      | 26  | 17 | 7  | 5 | 5 | 15 | 11 | +4   |
| 9    | Volgar Astrakhan         | 26  | 17 | 7  | 5 | 5 | 15 | 15 | 0    |
| 10   | Veles Moscou             | 24  | 17 | 7  | 3 | 7 | 20 | 19 | +1   |
| 11   | Neftekhimik Nijnekamsk   | 24  | 17 | 6  | 6 | 5 | 17 | 15 | +2   |
| 12   | Akron Togliatti          | 24  | 17 | 5  | 9 | 3 | 20 | 14 | +6   |
| 13   | Kouban Krasnodar         | 22  | 17 | 6  | 4 | 7 | 19 | 16 | +3   |
| 14   | FK Oufa                  | 22  | 17 | 6  | 4 | 7 | 21 | 19 | +2   |
| 15   | Arsenal Toula            | 22  | 17 | 6  | 4 | 7 | 23 | 27 | -4   |
| 16   | Rodina Moscou            | 21  | 17 | 5  | 6 | 6 | 20 | 23 | -3   |
| 17   | FK Krasnodar-2           | 16  | 17 | 4  | 4 | 9 | 16 | 25 | -9   |
| 18   | Volga Oulianovsk         | 14  | 17 | 3  | 5 | 9 | 10 | 24 | -14  |

| Rang | Équipe                   | Pts | J  | G | N | P  | Bp | Bc | Diff |
| ---- | ------------------------ | --- | -- | - | - | -- | -- | -- | ---- |
| 1    | Rubin Kazan              | 33  | 17 | 9 | 6 | 2  | 18 | 11 | +7   |
| 2    | Alania Vladikavkaz       | 29  | 17 | 8 | 5 | 4  | 22 | 14 | +8   |
| 3    | Rodina Moscou            | 29  | 17 | 8 | 5 | 4  | 22 | 15 | +7   |
| 4    | Baltika Kaliningrad      | 29  | 17 | 7 | 8 | 2  | 28 | 15 | +13  |
| 5    | Neftekhimik Nijnekamsk   | 23  | 17 | 6 | 5 | 6  | 17 | 18 | -1   |
| 6    | Akron Togliatti          | 22  | 17 | 5 | 7 | 5  | 18 | 22 | -4   |
| 7    | Dinamo Makhatchkala      | 21  | 17 | 5 | 6 | 6  | 10 | 15 | -5   |
| 8    | Arsenal Toula            | 19  | 17 | 5 | 4 | 8  | 14 | 19 | -5   |
| 9    | Volgar Astrakhan         | 18  | 17 | 4 | 6 | 7  | 22 | 26 | -4   |
| 10   | Ienisseï Krasnoïarsk     | 18  | 17 | 3 | 9 | 5  | 18 | 22 | -4   |
| 11   | Kamaz Naberejnye Tchelny | 17  | 17 | 4 | 5 | 8  | 15 | 21 | -6   |
| 12   | Volga Oulianovsk         | 16  | 17 | 3 | 7 | 7  | 13 | 17 | -4   |
| 13   | FK Krasnodar-2           | 15  | 17 | 4 | 3 | 10 | 16 | 29 | -13  |
| 14   | Kouban Krasnodar         | 15  | 17 | 3 | 6 | 8  | 17 | 25 | -8   |
| 15   | SKA-Khabarovsk           | 14  | 17 | 3 | 5 | 9  | 18 | 28 | -10  |
| 16   | Chinnik Iaroslavl        | 11  | 17 | 3 | 2 | 12 | 13 | 30 | -17  |
| 17   | FK Oufa                  | 10  | 17 | 2 | 4 | 11 | 14 | 27 | -13  |
| 18   | Veles Moscou             | 9   | 17 | 2 | 3 | 12 | 15 | 36 | -21  |

### Évolution du classement
Le tableau suivant récapitule le classement au terme de chacune des journées définies par le calendrier officiel. Les positions importantes telles que les places de promotion et de relégation sont indiquées par un fond coloré. Dans le cas où une équipe ne pouvant monter en première division se trouve dans une place de promotion, la position suivante devient alors promouvable.
Les équipes comptant un ou plusieurs matchs en retard sont marquées avec un petit exposant rouge à côté du classement indiquant le nombre de rencontres en moins à l'issue d'une journée donnée.
| Journées →  | 1  | 2  | 3  | 4  | 5  | 6  | 7  | 8  | 9  | 10 | 11 | 12 | 13 | 14 | 15 | 16 | 17 | 18 | 19 | 20 | 21 | 22 | 23 | 24 | 25 | 26 | 27 | 28 | 29 | 30 | 31 | 32 | 33 | 34 | Prom. | Barr. | Rel. |
| Équipe      |    |    |    |    |    |    |    |    |    |    |    |    |    |    |    |    |    |    |    |    |    |    |    |    |    |    |    |    |    |    |    |    |    |    |       |       |      |
| ----------- | -- | -- | -- | -- | -- | -- | -- | -- | -- | -- | -- | -- | -- | -- | -- | -- | -- | -- | -- | -- | -- | -- | -- | -- | -- | -- | -- | -- | -- | -- | -- | -- | -- | -- | ----- | ----- | ---- |
| Akron       | 14 | 17 | 16 | 17 | 16 | 16 | 18 | 17 | 17 | 17 | 17 | 15 | 15 | 14 | 14 | 13 | 12 | 13 | 13 | 13 | 13 | 13 | 13 | 12 | 11 | 11 | 13 | 13 | 13 | 10 | 12 | 13 | 11 | 9  |       |       | 12   |
| Alania      | 10 | 3  | 6  | 3  | 2  | 2  | 3  | 3  | 1  | 1  | 1  | 1  | 1  | 1  | 1  | 1  | 1  | 1  | 2  | 2  | 3  | 3  | 4  | 4  | 4  | 3  | 3  | 3  | 3  | 3  | 3  | 3  | 3  | 3  | 14    | 18    |      |
| Arsenal     | 4  | 1  | 2  | 5  | 7  | 8  | 9  | 6  | 5  | 7  | 3  | 3  | 5  | 7  | 6  | 6  | 5  | 3  | 5  | 6  | 5  | 5  | 7  | 5  | 6  | 8  | 6  | 8  | 11 | 11 | 8  | 9  | 12 | 13 | 2     | 4     |      |
| Baltika     | 13 | 7  | 8  | 6  | 4  | 3  | 2  | 2  | 4  | 3  | 2  | 2  | 2  | 2  | 2  | 2  | 2  | 2  | 1  | 1  | 1  | 1  | 1  | 1  | 1  | 1  | 1  | 1  | 1  | 1  | 1  | 2  | 2  | 2  | 26    | 4     |      |
| Chinnik     | 18 | 10 | 11 | 12 | 13 | 15 | 11 | 13 | 10 | 11 | 11 | 11 | 8  | 9  | 9  | 7  | 9  | 7  | 9  | 9  | 9  | 10 | 10 | 6  | 8  | 7  | 8  | 11 | 10 | 8  | 10 | 8  | 6  | 7  |       |       | 2    |
| Dinamo      | 11 | 5  | 13 | 7  | 6  | 7  | 5  | 7  | 9  | 5  | 6  | 8  | 9  | 10 | 10 | 11 | 11 | 11 | 11 | 11 | 11 | 9  | 6  | 9  | 10 | 6  | 7  | 6  | 6  | 6  | 5  | 6  | 7  | 8  |       |       |      |
| Ienisseï    | 9  | 6  | 5  | 2  | 5  | 5  | 4  | 5  | 3  | 6  | 7  | 5  | 4  | 6  | 4  | 4  | 3  | 4  | 3  | 4  | 4  | 4  | 3  | 3  | 3  | 4  | 4  | 4  | 4  | 4  | 4  | 4  | 4  | 4  | 1     | 23    |      |
| Kamaz       | 7  | 2  | 1  | 1  | 1  | 1  | 1  | 1  | 2  | 4  | 5  | 4  | 3  | 3  | 3  | 3  | 6  | 8  | 7  | 7  | 7  | 8  | 9  | 10 | 7  | 9  | 10 | 10 | 9  | 13 | 9  | 11 | 8  | 11 | 8     | 6     |      |
| Kouban      | 2  | 4  | 7  | 4  | 9  | 11 | 13 | 14 | 15 | 13 | 13 | 12 | 13 | 12 | 12 | 15 | 16 | 16 | 16 | 15 | 16 | 16 | 15 | 15 | 14 | 14 | 14 | 14 | 14 | 14 | 15 | 14 | 14 | 14 | 1     | 2     | 11   |
| Krasnodar-2 | 1  | 12 | 4  | 9  | 10 | 12 | 14 | 10 | 11 | 14 | 14 | 14 | 14 | 16 | 16 | 17 | 17 | 17 | 18 | 18 | 18 | 18 | 18 | 18 | 18 | 17 | 18 | 18 | 18 | 18 | 18 | 18 | 18 | 17 |       |       | 21   |
| Neftekhimik | 15 | 15 | 10 | 11 | 12 | 9  | 7  | 4  | 8  | 9  | 10 | 10 | 11 | 8  | 8  | 9  | 10 | 9  | 10 | 10 | 10 | 11 | 12 | 13 | 12 | 12 | 11 | 7  | 7  | 9  | 11 | 12 | 9  | 6  |       | 1     | 2    |
| Oufa        | 17 | 13 | 12 | 14 | 11 | 10 | 12 | 15 | 14 | 12 | 12 | 12 | 12 | 13 | 13 | 12 | 13 | 14 | 14 | 16 | 14 | 15 | 16 | 16 | 16 | 16 | 16 | 16 | 16 | 16 | 16 | 16 | 16 | 16 |       |       | 16   |
| Rodina      | 16 | 18 | 14 | 13 | 14 | 13 | 16 | 16 | 16 | 16 | 16 | 17 | 17 | 17 | 17 | 16 | 14 | 12 | 12 | 12 | 12 | 12 | 11 | 11 | 13 | 13 | 12 | 12 | 8  | 7  | 6  | 5  | 5  | 5  |       |       | 12   |
| Rubin       | 3  | 8  | 9  | 10 | 8  | 6  | 6  | 8  | 6  | 2  | 4  | 6  | 6  | 4  | 5  | 5  | 4  | 5  | 4  | 3  | 2  | 2  | 2  | 2  | 2  | 2  | 2  | 2  | 2  | 2  | 2  | 1  | 1  | 1  | 16    | 5     |      |
| SKA         | 12 | 16 | 18 | 15 | 15 | 14 | 10 | 12 | 12 | 10 | 8  | 9  | 10 | 11 | 11 | 8  | 7  | 6  | 6  | 5  | 6  | 6  | 8  | 8  | 9  | 10 | 9  | 9  | 12 | 12 | 13 | 10 | 13 | 10 |       |       | 4    |
| Veles       | 5  | 9  | 15 | 16 | 17 | 17 | 15 | 11 | 13 | 15 | 15 | 16 | 16 | 15 | 15 | 14 | 15 | 15 | 15 | 14 | 15 | 14 | 14 | 14 | 15 | 15 | 15 | 15 | 15 | 15 | 14 | 15 | 15 | 15 |       | 1     | 23   |
| Volga       | 8  | 14 | 17 | 18 | 18 | 18 | 17 | 18 | 18 | 18 | 18 | 18 | 18 | 18 | 18 | 18 | 18 | 18 | 17 | 17 | 17 | 17 | 17 | 17 | 17 | 18 | 17 | 17 | 17 | 17 | 17 | 17 | 17 | 18 |       |       | 32   |
| Volgar      | 6  | 11 | 3  | 8  | 3  | 4  | 8  | 9  | 7  | 8  | 9  | 7  | 7  | 5  | 7  | 10 | 8  | 10 | 8  | 8  | 8  | 7  | 5  | 7  | 5  | 5  | 5  | 5  | 5  | 5  | 7  | 7  | 10 | 12 |       | 3     |      |

## Distinctions individuelles
| Meilleurs buteurs Cette section est vide, insuffisamment détaillée ou incomplète. Votre aide est la bienvenue ! Comment faire ? | Meilleurs passeurs Cette section est vide, insuffisamment détaillée ou incomplète. Votre aide est la bienvenue ! Comment faire ? |

### Récompenses mensuelles
Chaque mois, la FNL ainsi que les spectateurs du championnat désignent chacun un entraîneur et un joueur du mois. Le tableau suivant récapitule les différents vainqueurs de ces titres honorifiques. Le prix n'est pas attribué entre décembre et février en raison de la trêve hivernale.
| Mois      | Joueur du mois | Joueur du mois | Joueur du mois        | Joueur du mois        | Entraîneur du mois | Entraîneur du mois | Entraîneur du mois    | Entraîneur du mois    |
| Mois      | Selon la FNL   | Selon la FNL   | Selon les spectateurs | Selon les spectateurs | Selon la FNL       | Selon la FNL       | Selon les spectateurs | Selon les spectateurs |
| Mois      | Joueur         | Club           | Joueur                | Club                  | Entraîneur         | Club               | Entraîneur            | Club                  |
| --------- | -------------- | -------------- | --------------------- | --------------------- | ------------------ | ------------------ | --------------------- | --------------------- |
| Juillet   |                |                |                       |                       |                    |                    |                       |                       |
| Août      |                |                |                       |                       |                    |                    |                       |                       |
| Septembre |                |                |                       |                       |                    |                    |                       |                       |
| Octobre   |                |                |                       |                       |                    |                    |                       |                       |
| Novembre  |                |                |                       |                       |                    |                    |                       |                       |
| Mars      |                |                |                       |                       |                    |                    |                       |                       |
| Avril     |                |                |                       |                       |                    |                    |                       |                       |
| Mai       |                |                |                       |                       |                    |                    |                       |                       |

## Parcours des clubs en Coupe de Russie
Dix-sept des dix-huit clubs de la Pervaïa Liga prennent part à la Coupe de Russie 2022-2023, le FK Krasnodar-2 n'étant pas autorisée à y participer du fait de son statut de club-école. La saison précédente avait notamment vu l'Alania Vladikavkaz et le Ienisseï Krasnoïarsk atteindre le stade des demi-finales.